# Jenifer Lewis
Jenifer Jeanette Lewis (Kinloch, Missouri, 25 januari 1957) is een Amerikaanse actrice. Ze speelde in heel wat televisieseries een moederrol. Ze werd bekend toen ze de rol van Michelle speelde in de film Sister Act. Daarna heeft ze samen met Whoopi Goldberg in meer films gespeeld.
Ook speelde ze in de series A Different World, The Fresh Prince of Bel-Air, Friends, Black-ish en speelde ze een rol in Strong Medicine. Voor haar televisiewerk kreeg ze in 2022 een ster op de Hollywood Walk of Fame.